# Stadens nyckel
Stadens nyckel är ett hedersbevis förekommande i framförallt engelskspråkiga städer (Key to the City, även Golden Key to the City eller Freedom of the City) och tilldelas framstående, förtjänstfulla inhemska eller utländska samhällsmedborgare.
I tyskspråkiga länder förekommer ibland en delvis motsvarighet i form av en stads gyllene gästbok (tyska: Goldenes Buch), men då oftare inriktad på signering av betydelsefulla gäster under stadsbesök av officiell karaktär.

## Exempel
- Key to the City of New York, USA
- Key to the City of Detroit, USA
- Key to the City of Kingston, Jamaica
- Freedom of the City of Johannesburg